# 프랑스 대혁명 (영화)
프랑스 대혁명(La Revolution Francaise, The French Revolution)은 영국에서 제작된 로베르 앙리꼬, 리처드 T. 헤프론 감독의 1989년 드라마, 전쟁 영화이다. 클라우스 마리아 브랜다우어 등이 주연으로 출연하였고 알렉상드르 노우츠킨 등이 제작에 참여하였다.

## 출연

### 주연
- 클라우스 마리아 브랜다우어
- 제인 세이모어
- 프랑수아 클루제
- 장 프랑수아 발머

### 조연
- 안제이 세베린
- 마리안느 바슬레르
- 크리스토퍼 리
- 장-프랑수아 스떼브낭
- 마흐 드 종
- 세르주 두피르
- 장 부이스
- 마리 부넬
- 크리스토퍼 톰슨
- 비토리오 메초지오르노
- 가브리엘 라주어
- 필립핀 르로이-뷔리우

## 제작진
- 공동제작: 토머스 슈리
- 의상: 캐서린 레터리어

## 같이 보기
- 상영 시간순 영화 목록